# Přibyslav (nádraží)
Přibyslav je železniční stanice ve městě Přibyslavi. Spolu s Přibyslaví zastávkou obsluhuje toto čtyřtisícové město.
Železnice přišla do Přibyslavi roku 1898 postavením jednokolejné trati Německý Brod – Město Žďár. Původní staniční budova z roku 1898 se dochovala a nachází se v blízkosti současné.
Provoz byl v 50. letech dvacátého století převeden na nově vybudovanou dvoukolejnou trať s novou stanicí. Ta má čtyři nástupištní hrany u dvou ostrovních nástupišť přístupných podchodem. V roce 2004 prošla rekonstrukcí. Fyzicky dále existuje nástupiště u staniční budovy, ale to je dovoleno používat jen při mimořádnostech, není u dopravní koleje a cestující na ně ani standardně nemají přístup.
V roce 2015 ve stanici zastavují rychlíky Praha hlavní nádraží – Havlíčkův Brod – Přibyslav – Žďár nad Sázavou – Brno hlavní nádraží a osobní vlaky (Kolín – ) Havlíčkův Brod – Žďár nad Sázavou ( – Nové Město na Moravě).

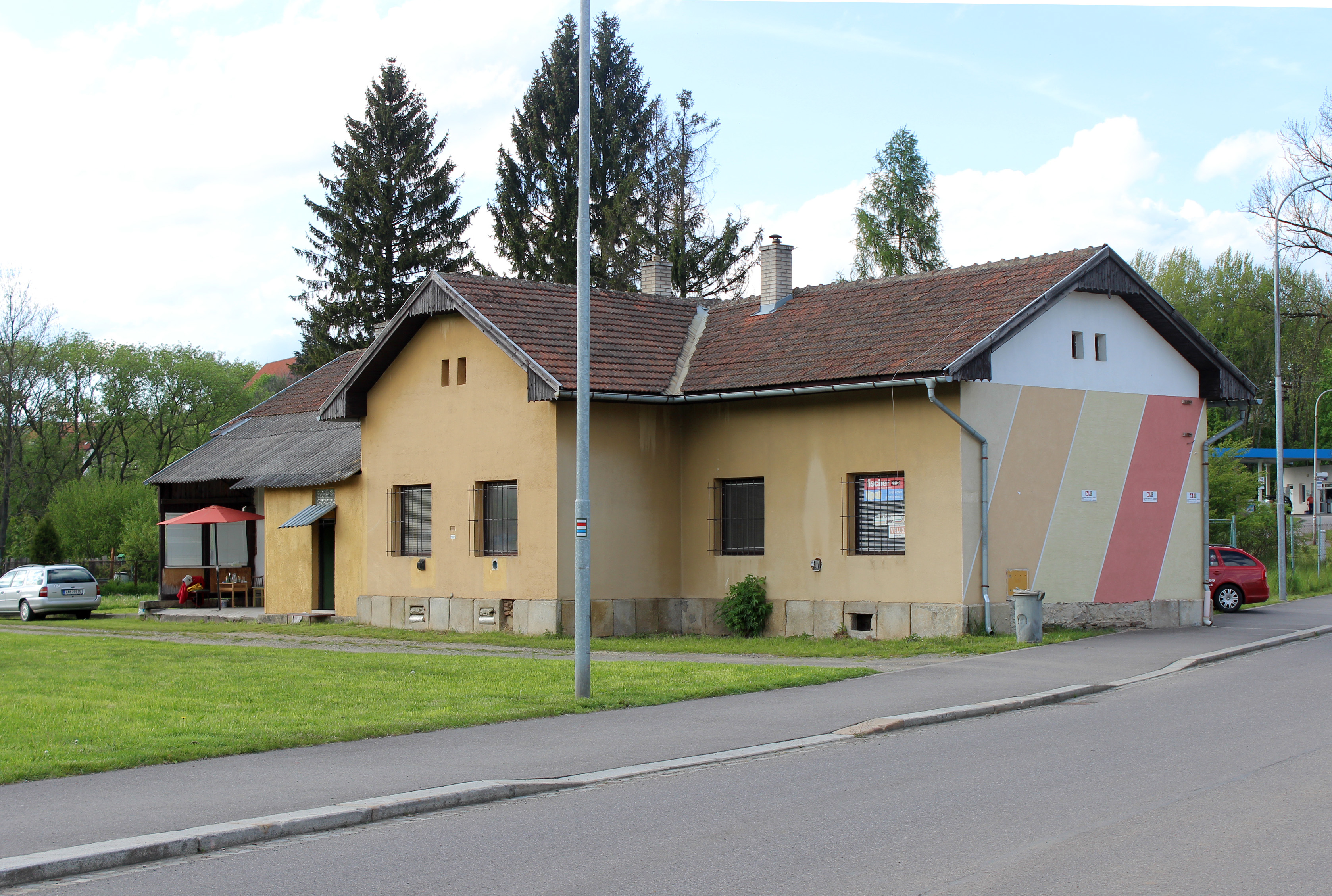
Původní budova nádraží v Přibyslavi